# Ga Baengmagoji
Ga Baengmagoji (Tiếng Hàn: 백마고지역, Hanja: 白馬高地驛) là ga đường sắt trên Tuyến Gyeongwon ở Hàn Quốc.

## Bố trí ga
| Bắt đầu·Kết thúc |
| １               |
| ↓ Sintan-ri      |

| １ | Tuyến Gyeongwon | Mugunghwa-ho | ← Hướng đi Yeoncheon |

## Hình ảnh

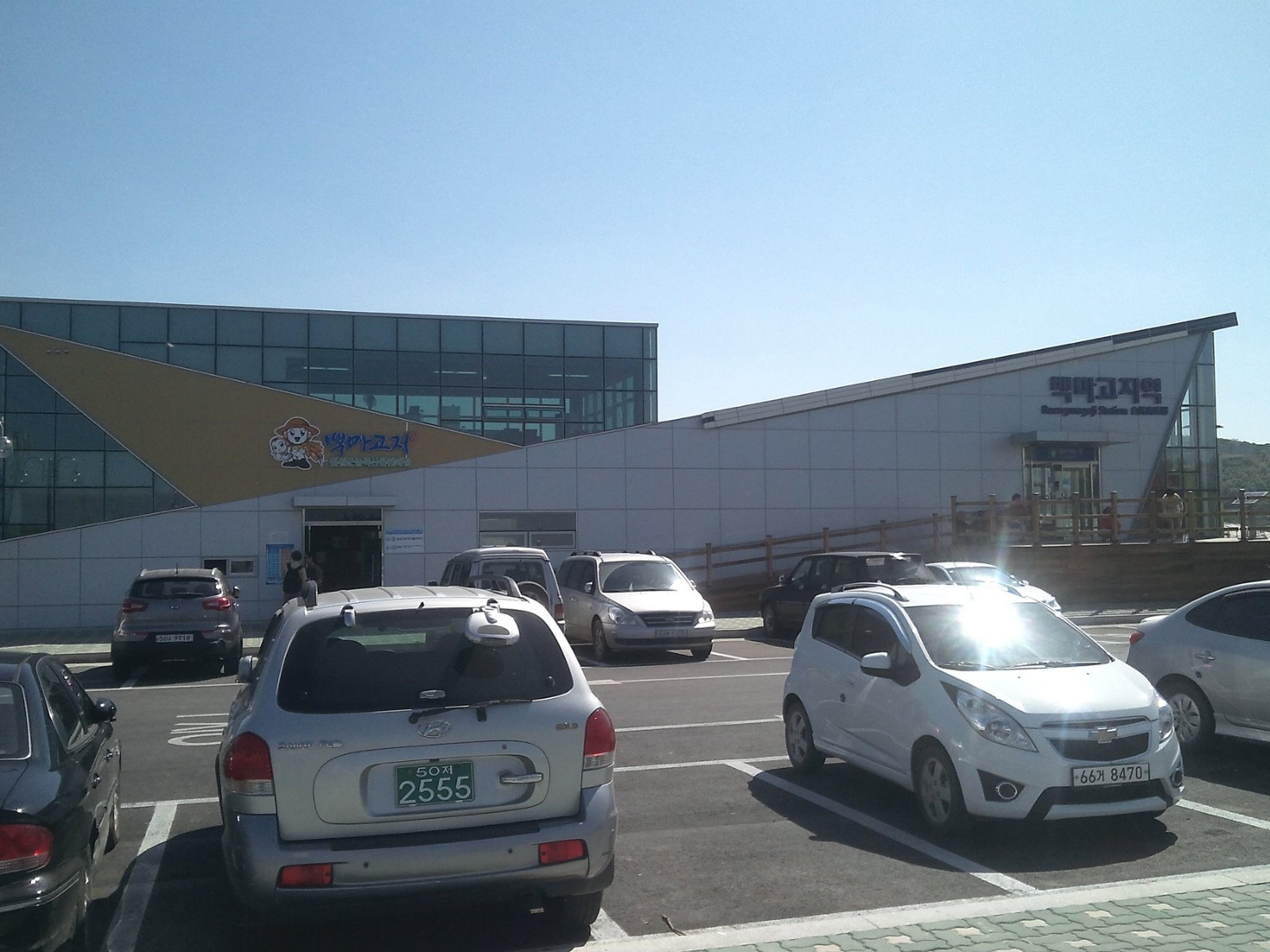
Bãi đỗ xe
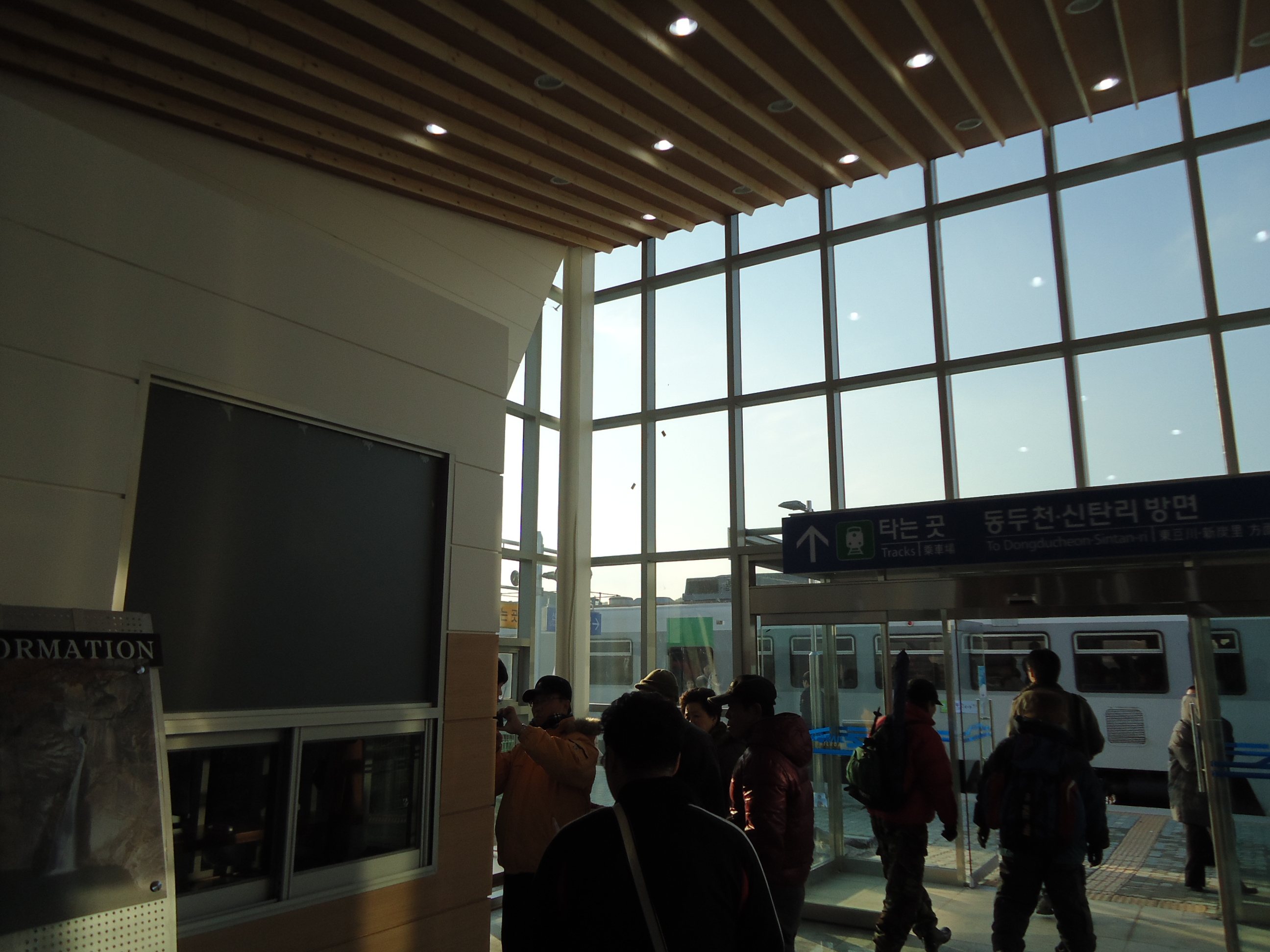
Bên trong ga
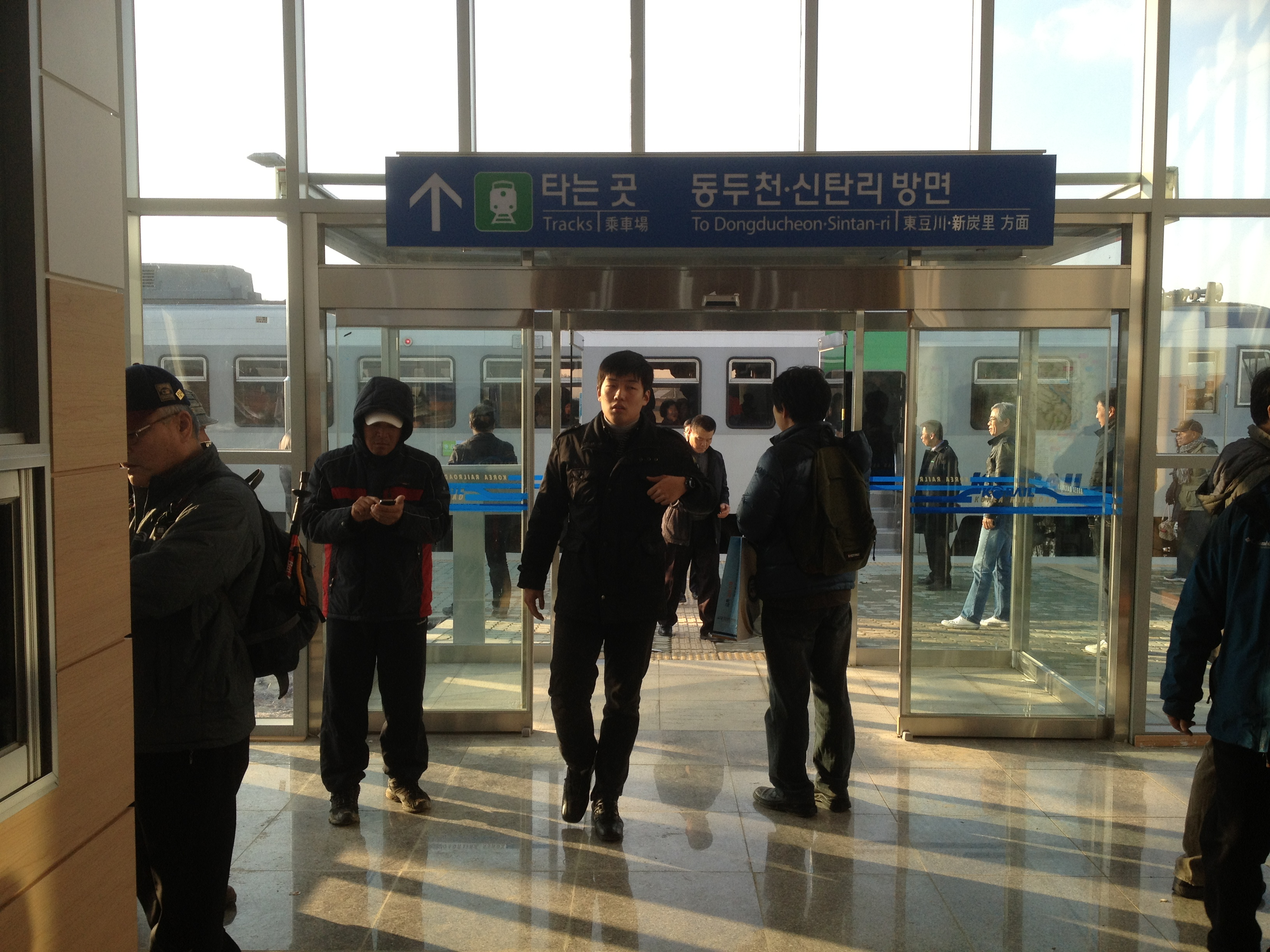
Lối vào nhà ga
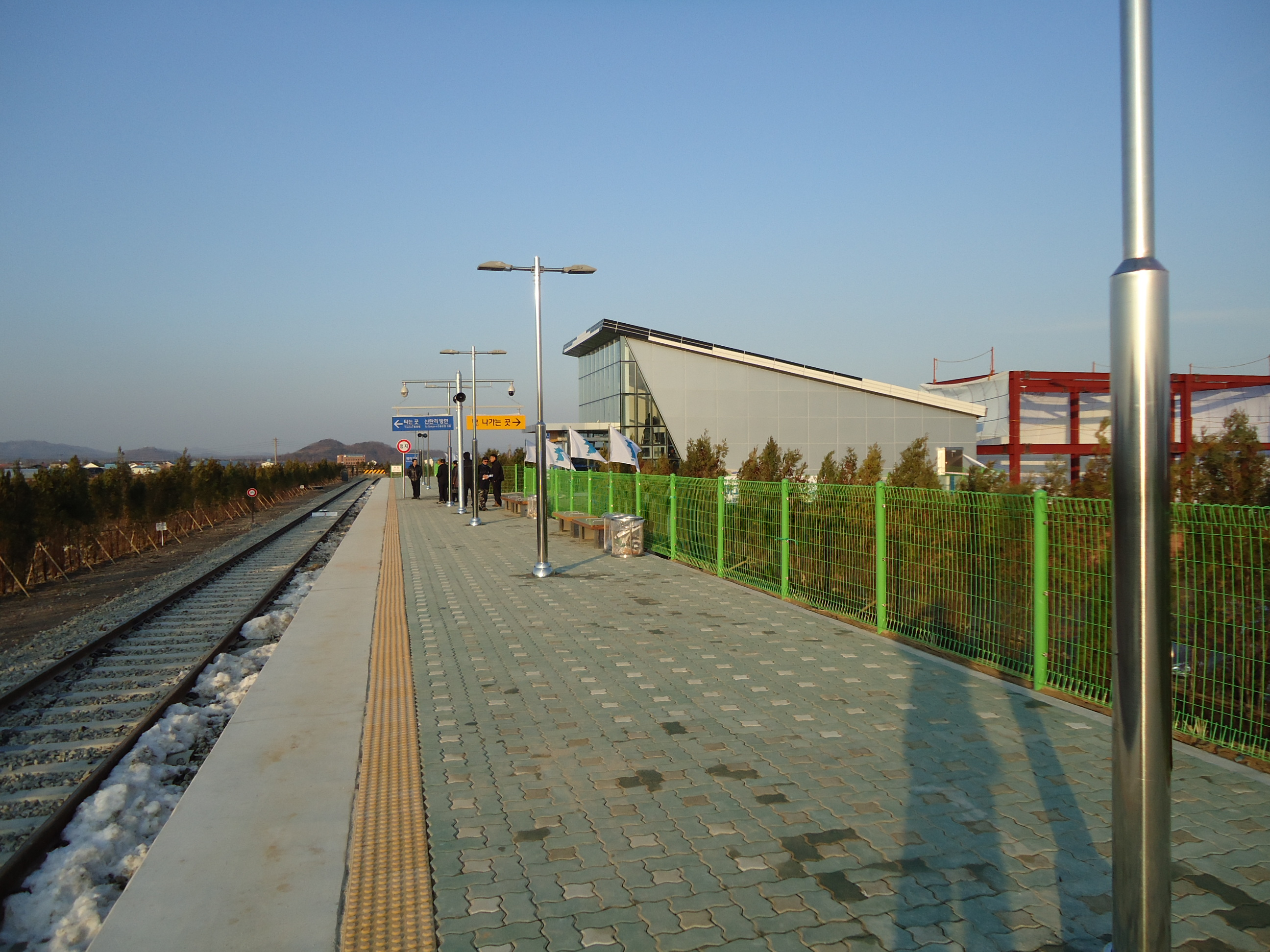
Sân ga
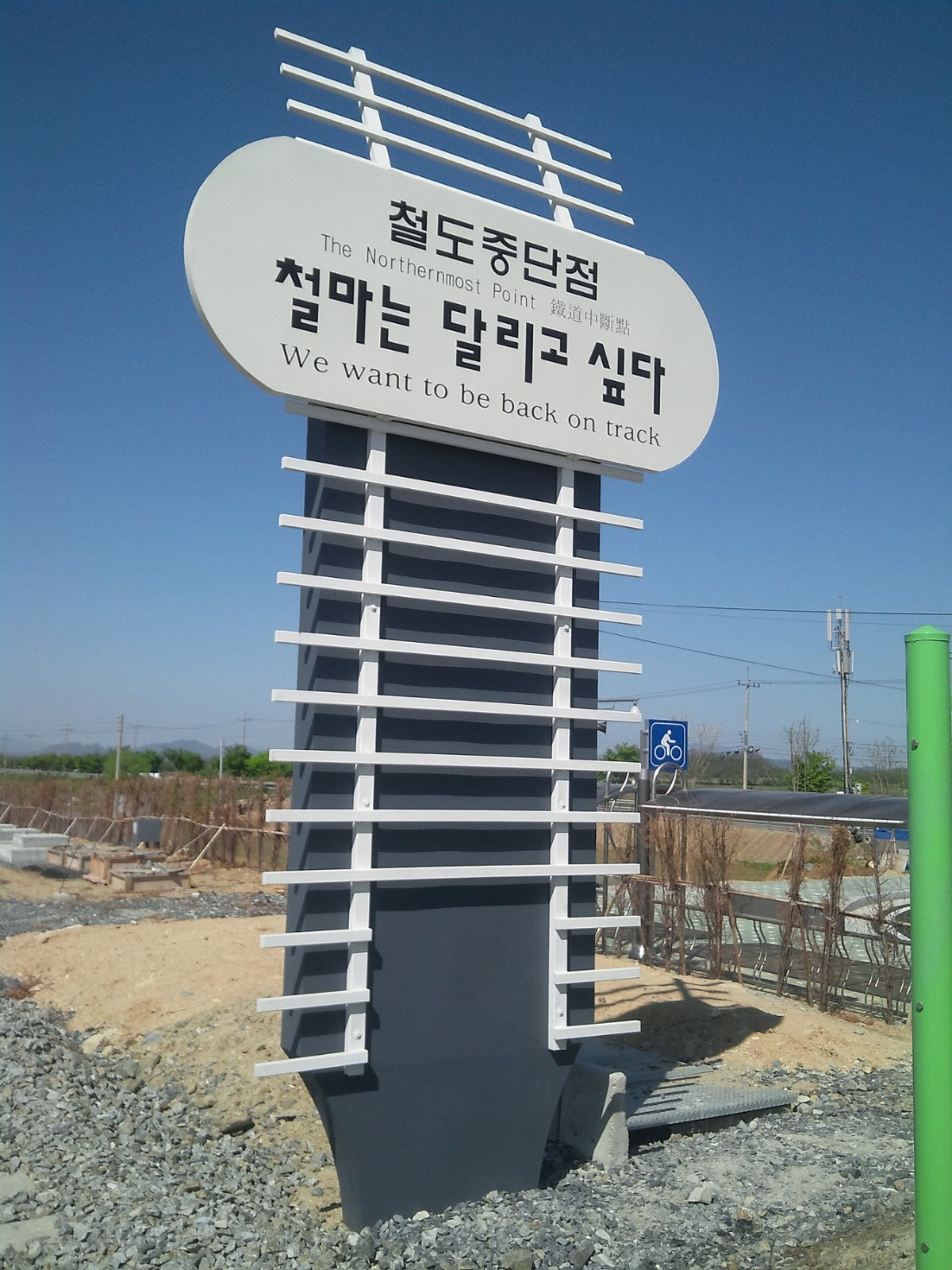
Đài tưởng niệm gián đoạn tuyến đường sắt Gyeongwon được chuyển đến khu vực Baengmago
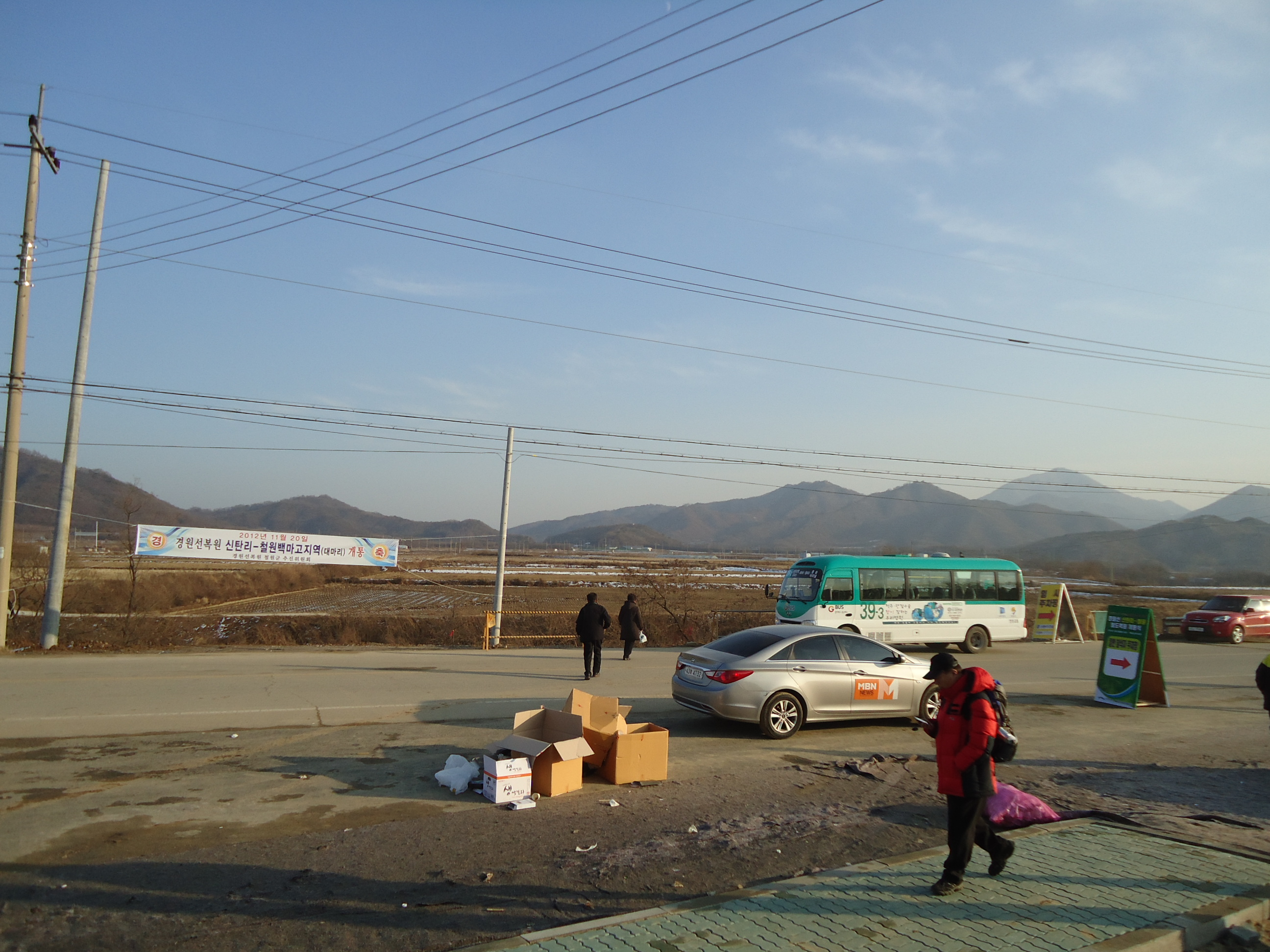
Mặt trước của ga Baekmagoji
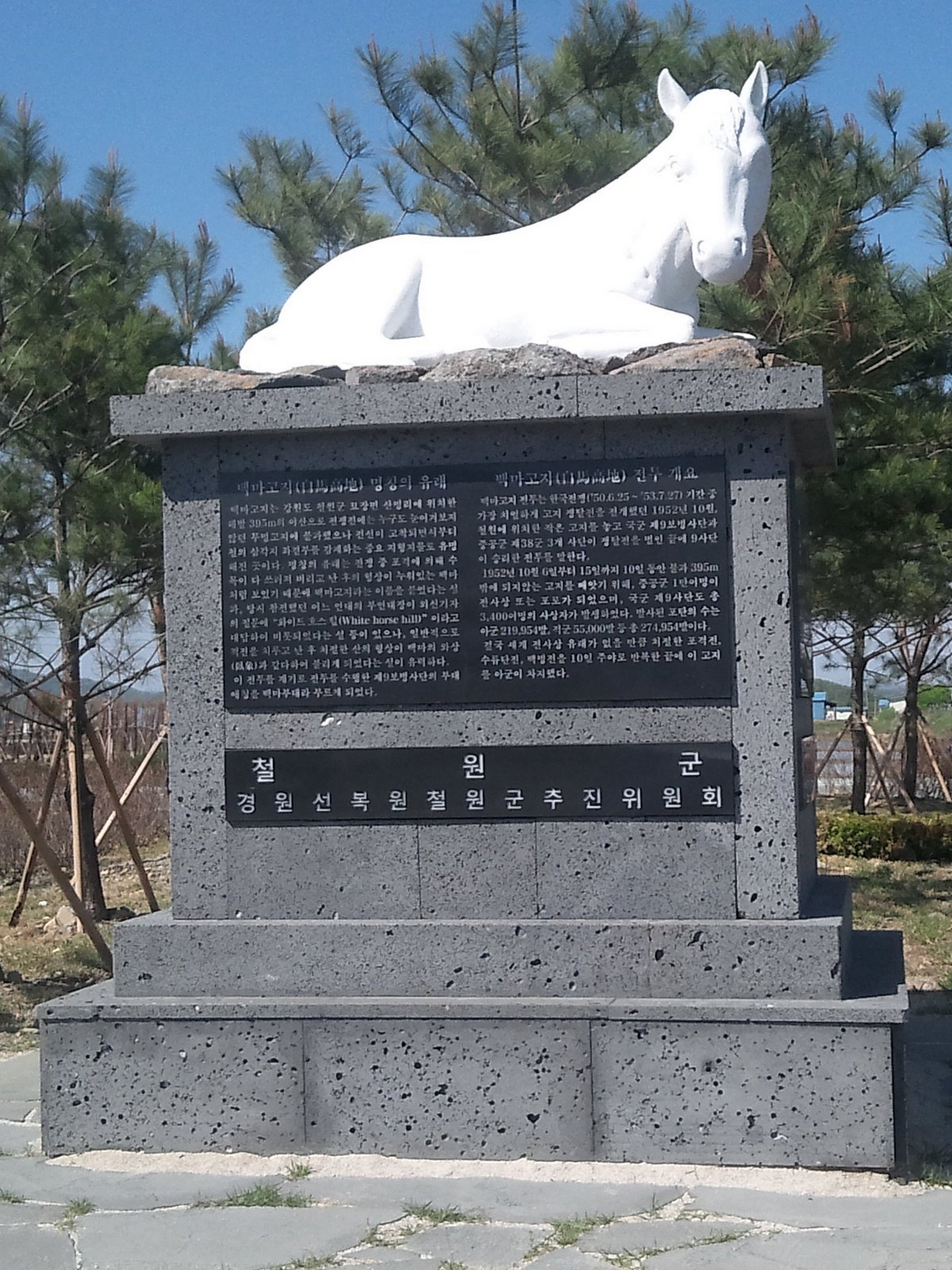
Shintan-ri ~ Đài kỷ niệm Khai mạc Baekmagoji

## Liên kết
Tư liệu liên quan tới Ga Baengmagoji tại Wikimedia Commons